# Homeopatia în Republica Moldova
În Republica Moldova homeopatia începe să fie practicată după al doilea război mondial.
Întors din Franța T.I.Peghiș întrebuințează homeopatia în tratamentul copiilor ce sufereau de diverse afecțiuni cu răspuns minim la medicația alopată.Un promotor activ al homeopatiei ca metodă alternativă de tratament a fost L.I.Nitscanski care a audiat cursurile unor homeopați cum ar fi D.Popov, Lipnițchi, Vithoulkas,Keler, etc.În 1997 L.I.Nitscanski emigrează in Philadelphia SUA unde continuă să activeze în calitate de homeopat. Tratamentul homeopat este aplicat de către S.Beleakovskaia ,L.Izverschi, C.Grigoriță, M.Suharschi, L.Vapneș,etc absolvenți ai cursurilor de homeopatie organizate în 1990 la Moscova și la București.

## Istoric
În  anii 1991-1992 V.Botea și Centrul de Medicină Socială “Cristiana” organizează la Chișinău seminare de inițiere în homeopatie, audiate de circa 50 de medici de diferite specialități și 5 farmaciști. Menționăm cu acestă ocazie contribuția majoră în pregătirea homeopaților moldoveni a homeopaților din România: P.Chirilă, N.Brătcoveanu, S.Dincă, C.Sturza,etc.
La 23 aprilie 1992 în conformitate cu cererea de afiliere semnată de homeopații din Moldova s-a constituit Filiala din Chișinău a Societății Române de Homeopatie, președinte al căreia a fost aleasă L.Izverschi.
Grație dnei Ludmila Izverschi homeopatia a căpătat în Moldova o largă răspîndire. În aprilie 1992 L.Izverschi deschide în cadrul Farmaciei universitare “N.Testemițeanu” primul cabinet consultativ de homeopatie. Concomitent prin intermediul Societății Române de Homeopatie, a laboratorului de microproducție și homeopatie al Facultății de Farmacie a Universității de medicină din Cluj-Napoca , cu sprijinul domnilor V.Procopișin , membru corespondent al A.Ș.M, decanul Facultății de Farmaceutică a UMF “N.Testemițeanu”, Gh.Musteață, etc a fost înființată  prima și unica secție de homeopatie din Republică (șef de secție S.Jantuan ; secția dispune de circa 300 de remedii homeopatice în diverse diluții). În 1994 și respectiv 1996 homeopații L.Izverschi și M.Suharschi au efectuat la invitația doctorului Didier Grandgeorge, homeopat , profesor al clinicii Facultății de Medicină din Marseille , fondator al Școlii Hahnemanniene din Frejus  stagieri în Franța.
Întorcîndu-se din Franța cu noi idei L.Izverschi susținută de către reprezaentanții Ministerului Sănătății – ministrul T.Moșneaga , A.Rusu, M.Rusu, șef adjunct al SCR a organizat Conferința Republicană  cu tema “Actualitatea homeopatiei în medicină contemporană”la care au participat medicii din republică. La Conferință s-a hotărît formarea Asociației de Homeopatia din  Republica Moldova avînd în calitate de obiectiv primar promovarea homeopatiei în sitemul ocrotirii sănătații din RM și apărarea drepturilor și intereselor profesionale ale homeopaților.
În anul 1996 a fost organizat conform programului aprobat de către Ministerul Sănătății un curs de inițiere în homeopatie audiat de 15 medici majoritatea dintre care activează în prezent în domeniul homeopatiei.
În scopul perfecționării medicilor homeopați au fost organizate o serie  de conferințe și seminare la care au participat invitați din RM și de peste hotare. Astfel în iunie 1996  la Conferința Națională de homeopatie au participat D.Grandgeorge, președintele școlii de Homeopatie Hahnemanniană din Frejus Franța ,J.Lacombe , directorul centrului de tehnică Homeopată din Montreal , Canada, J.Rey  homeopat, Franța , N.Brătcoveanu  vicepreședinte a Societății Române de Homeopatie.În perioada 1997—2000 invitatul seminarelor organizate de către Societatea Homeopaților din RM a fost Walter Gluk  Austria.
În anul 2000  homeopații L.Izverschi și  T.Bolbocean finalizeză Academia  Internațională de Homeopatie Clasică din Alonisos, Grecia a profesorului Vithoulkas. Pentru dezvoltarea teoriei și practicii homeopatice lui Vithoulkas i s-a decernat în 1996 premiul Right Livelihood Award, de catre o fundatie suedeza care nu are nici o legatura cu premiile Nobel . AHM întreține  legături cu Societățile de Homeopatie din România, Belgia, Franța, Austria, Canada, Rusia. Datorită acestor relații membrii  societății de homeopatie din RM au avut ocazia să participe la diverse congrese internaționale precum:Congresul OMHI, Paris 1994, I Congresul Internațional de Homeopatie Clasică, Moscova 1996,Congresul pediatrilor Grenobl 1996, Congresul internațional de Homeopatie, Montreal , Canada 1997.
În 2000 AHM aderă la Asociația de Medicină Tradițională din Republica Moldova. În cadrul AMTM funcționează 3 secții acupunctură, fitoterapie, homeopatie.În contextul  desfășurării activității homeopatice în RM remarcant este de asemenea și existența comisiei republicane de atestare a medicilor în acupunctură, chinetoterapie, homeopatie și medicina sportivă,care funcționează în baza ordinului MS 7p Par.8 din 29.01.1999.
Iar din decembrie anul 2000  în nomenclatorul  specializărilor pentru pregătirea cadrelor în instituțiile de învățămînt universitar și postuniversitar la profilurile medical și farmaceutic aprobat de către guvernul RM, în compartimnetul Medicna Tradițională a fost întrodusă și specializarea –homeopatie , cod 1701,08C(Monitorul oficial Nr 19 —20 din 23.02.2001), conform Legii privind aprobarea nomenclatorului  specialităților pentru pregătirea cadrelor în instituțiile de învățămînt superior nr 1070—XIV din 22 iunie 2000.
O condiție importantă a dezvoltării homeopatiei în Republica Moldova este instruirea cadrelor medicale. Avem nevoie de homeopați cu o calificare înaltă care îndeplinesc principiile  de bază elaborate de marele Hahnemann.Datorită eforturilor susținute de șeful catedrei de Medicina Tradițională d-nul Victor Lăcustă și a entuziasmului medicilor homeopați: L.Izverschi , T.Bolbocean M.Suharschi,T.Prigoda ,L.Cerempei în anul 1998 au fost organizate pentru rezidenții promoției 1998 –1999 primile cursuri de specializare în homeopatie. Seminarul s-a desfășurat conform programului elaborat de către colaboratorii  catedrei și medicilor homeopați.
Experiența acumulată pe parcursul primului an de studii ne-a permis perfecționarea programului de obținere a competenței în homeopatie în vederea pregătirei medicilor prin rezidențiat la specialitatea Medicina Tradițională.
In anul 2000 a fost organizat  un curs de perfecționare în homeopatie pentru colaboratorii catedrei Medicina Tradițională,iar în  anii 2001 -2004 cursuri de perfecționare tematică pentru medicii homeopați.
Așadar homeopatia,alături de alte disciplini medicale își ocupă locul bine meritat,fiind recunoscută de către organele guvernamentale și apreciată de opinia publică.

## Obiectivele de bază ale programei de competență
- Să asigure înțelegerea noțiunilor de bază ale homeopatiei, legate de principiul similitudinii , individualizării, precum și de particularitățile consultației homeopatice, a ierarhizării simptomelor și prescripției corecte a remediilor;
- Să asigure inițierea medicilor în privința particularităților studierii materiei medicale, a simptomelor și modalităților principalelor remedii,și determinarea valoarii simptomelor în diagnosticul homeopatic;
- Să fie capabil să indice remediile homeopatice corespunzătoare simptomelor obținute de la bolnav,în baza  regulelor fundamentale ale homeopatiei clasice, elaborate de către S.Hahnemann;
- Să aprofundeze studiul terenului și bolilor cronice în concepțiile hahnimaniene, studiul potențelor optime, inclusiv particularitățile tratamentului homeopatic în anumite situații speciale(boli acute, epidemii, boli degenerative,etc.).

## Centrul Homeopatic

Centru Homeopatic

În anul 2004 a fost deschis Centrul Homeopatic cu farmacie și medici homeopați. În farmacie exista unica secție de homeopatie din Moldova, unde se prepară remedii homeopatice de diverse diluții.

## Resurse
- The Bulletin of the European Postgraduate Centre of Acupuncture and Homeopathy Volume II ,Number 2, December 1998
- Jurnalul Buletinul Asociației de Medicină Tradițională din Republica Moldova  N.7.2001
- Buletinul E.P.C.H. , N.3 , 1999
- Monitorul oficial al Republicii Moldova Nr 19 —20 din 23.02.2001